# ووسل
ووسل (به فرانسوی: Vaucelles) یک کمون در فرانسه است که در Canton of Bayeux واقع شده‌است.

## ویژگی ها
ووسِل ۳٫۵۶ کیلومترمربع مساحت و ۳۳۸ نفر جمعیت دارد و ۶۳ متر بالاتر از سطح دریا واقع شده‌است.